# كأس اليونان 1987–88
كأس اليونان 1987–88 (باليونانية: Κύπελλο Ελλάδος ποδοσφαίρου ανδρών 1987-88)‏ هو الموسم 46 من كأس اليونان. أشرف على تنظيمه الاتحاد الإغريقي لكرة القدم، وكان عدد الأندية المشاركة فيه 70، وفاز فيه باناثينايكوس.